# Hieronymus Georg Zeuthen
Hieronymus Georg Zeuthen, född 15 februari 1839 i Grimstrup nära Varde, död 6 januari 1920 i Köpenhamn, var en dansk matematiker, farbror till Ernst Johan Zeuthen.
Zeuthen blev student 1857 och tog magisterkonferens i matematik 1862, studerade därefter i Göttingen och framför allt i Paris, där han rönte starkt inflytande av Michel Chasles. År 1865 blev han filosofie doktor på avhandlingen Systemer om keglesnit och 1871 docent vid Köpenhamns universitet samt var 1886-1910 professor där och samtidigt lärare vid Polyteknisk Læreanstalt i samma stad.
Zeuthen blev tidigt ett ansett namn i den lärda världen, särskilt genom sina arbeten om talgeometri och grundliga forskning i matematikens historia. Utöver nedanstående skrifter författade han en mängd avhandlingar i in- och utländska tidskrifter, den sista, Algebraens oprindelse, så sent som 1919. Han var 1870–1889 utgivare av Tidsskrift for Mathematik.
Redan 1872 blev Zeuthen ledamot av Videnskabernas Selskab, var från 1878 dess sekreterare och från 1901 ledamot av Association des académies. Han blev ledamot av Vetenskaps- och vitterhetssamhället i Göteborg 1881, av Fysiografiska sällskapet i Lund 1882, av Mathematical Society i London och Vetenskapsakademien i Stockholm 1895, av Institut de France 1900, av Accademia dei Lincei i Rom 1902 och av Vetenskapssocieteten i Uppsala 1912. Han blev hedersdoktor vid Kristiania universitet 1901.

## Utmärkelser
- Riddare av Dannebrogorden,  1880[8]
- Dannebrogsmännens hederstecken,  1892[8]
- Kommendör av Dannebrogorden,  1898[8]
- Kommendör av första graden av Dannebrogorden,  1910[8]

[Redigera Wikidata]